# Aneguddi, Ramdurg
Aneguddi là một làng thuộc tehsil Ramdurg, huyện Belgaum, bang Karnataka, Ấn Độ.